# John Ross Browne

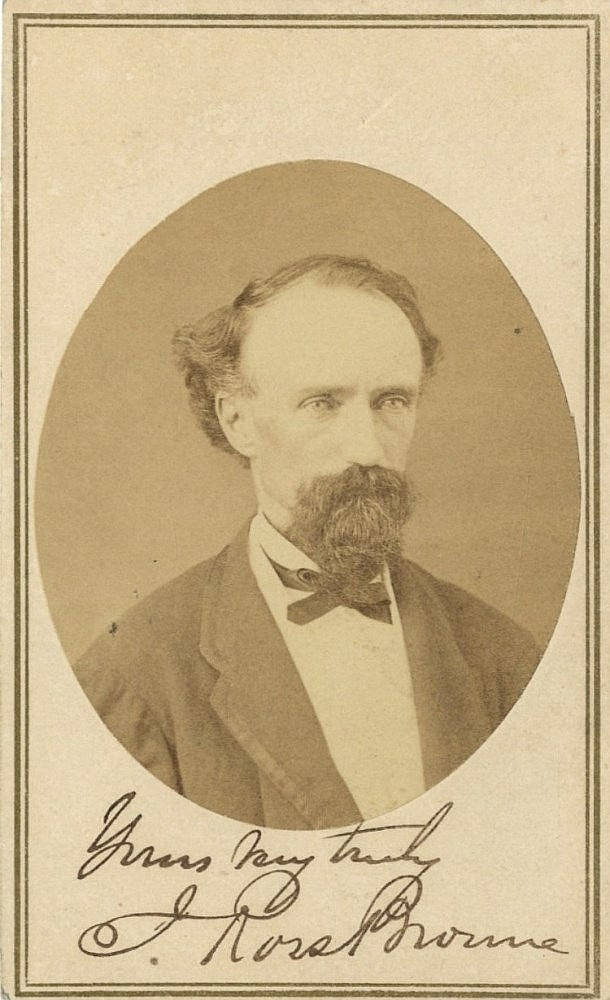
John Ross Browne (Carte de Visite mit eigenhändiger Unterschrift)

John Ross Browne (* 11. Februar 1821 in Dublin, Irland; † 9. Dezember 1875 in Oakland, Kalifornien) war ein irischstämmiger US-amerikanischer Reisender, Künstler und Schriftsteller.

## Leben

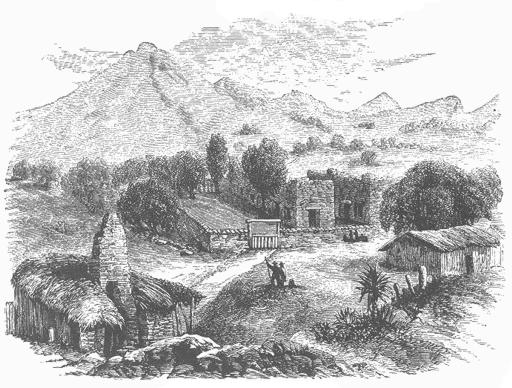
Mowry, Arizona, Zeichnung von John Ross Browne aus dem Jahre 1864.

Brownes Vater war Herausgeber einer irisch-nationalistischen Zeitung und wurde deshalb von den Briten beobachtet und ins Gefängnis gesteckt. 1833 wurde er mit seiner Familie nach Amerika ins Exil geschickt.
John Ross Browne heuerte 1842 auf einem Walfangschiff an, das im Atlantik und im Pazifik tätig war. 1846 veröffentlichte er das Buch Etchings of a Whaling Cruise bei Harper & Brothers, New York. Dies brachte ihm Anerkennung als Künstler und Schriftsteller. Auch Herman Melville wurde davon beeinflusst. 1849, zur Zeit des Goldrausches, ging Browne nach Kalifornien und arbeitete für die Regierung. Anschließend ging er auf eine Reise nach Europa und in den Nahen Osten, von der er seine Eindrücke wiederum bei Harper veröffentlichte. 1863 kehrte er in den amerikanischen Westen zurück und verfasste anschauliche Schilderungen, u. a. von Arizona. Von September 1868 bis Juli 1869 war er als Nachfolger von Anson Burlingame amerikanischer Botschafter in China.
John Ross Browne starb am 9. Dezember 1875 in Oakland, Kalifornien, und wurde auf dem dortigen Mountain View Cemetery beigesetzt. Der Stil seiner Schriften beeinflusste eine Reihe von Autoren wie Mark Twain, Bret Harte und Dan De Quille.

## Familie
Browne heiratete 1844 Lucy Anna Mitchell (1826–1898) aus Washington, D.C. Aus der Ehe gingen zehn Kinder hervor, darunter die Söhne Spencer Cochrane Browne († 1896) und Ross E. Browne. Im Jahre 1907 lebten nur noch fünf der Kinder, darunter die beiden Bergingenieure Ross E. und Thomas M. Browne.

## Veröffentlichungen
- Etchings of a Whaling Cruise, with Notes of a Sojourn on the Island of Zanzibar. To which is appended a brief History of the Whale Fishery, its Past and Present Condition. Harper & Brothers, New York 1846 (online bei Google Books).
- A Peep at Washoe and Washoe Revisited. Balboa Island: Paisano Press, 1959.
- Reisen und Abenteuer im Apachenlande. Aus dem Englischen in deutscher Bearbeitung von H. Hertz. Mit 155 Illustrationen in Holzschnitt (= Bibliothek geographischer Reisen und Entdeckungen älterer und neuerer Zeit. Bd. 6). Costenoble, Jena 1871 (online bei HathiTrust); nach dieser Ausgabe unter dem Titel Abenteuer im Apachenlande neu hrsg. von Ulrich Schlemmer. Thienemann, Edition Erdmann, Stuttgart 1884, ISBN 3-522-60080-0.

## Weblinks

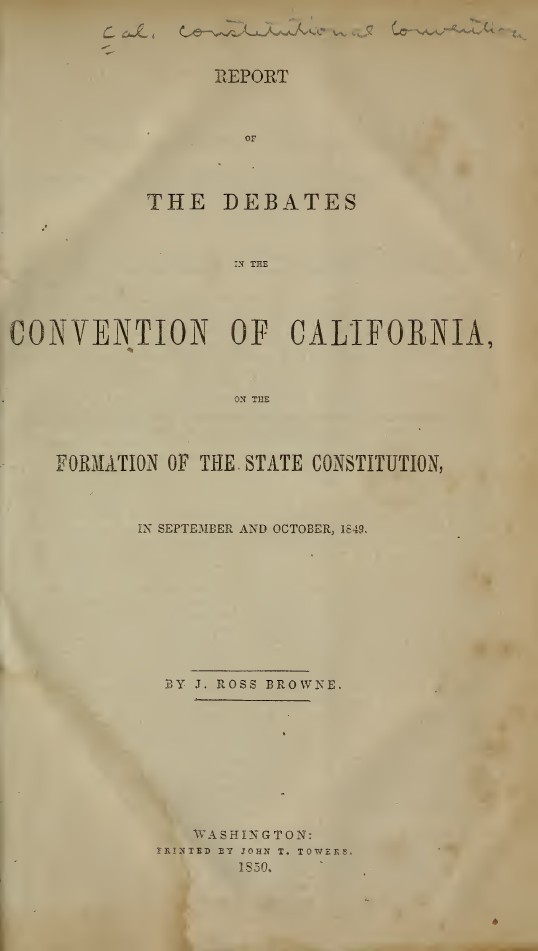
Report of the Debates in the Convention of California (1850)